# P4M (航空機)
P4M マーケーター
アメリカ海軍のP4M-1
- 用途：電子偵察
- 製造者：マーチン
- 運用者： アメリカ合衆国（アメリカ海軍）
- 初飛行：1946年10月20日
- 生産数：21機
- 運用開始：1950年
- 退役：1960年
- 運用状況：退役

P4M マーケーター（Martin P4M Mercator）はマーチン社が製作した洋上偵察機である。
アメリカ海軍の長距離洋上哨戒爆撃機の要求に応えたものだが、ロッキード社のP2V ネプチューンに競作で敗れ、その後短期間、長距離電子偵察機として任務についた。本機で最も特徴的な点は動力がレシプロエンジンとターボジェットの組合せだったことで、ターボジェットはエンジンナセルの後部に置かれていた。
「マーケーター（Mercator）」とは地図の図法で知られる「メルカトル」の英語読みである。

## 設計と開発
本機はマーチン社のモデル219として設計が開始され、1946年10月20日に初飛行を行った。2基のプラット・アンド・ホイットニー R-4360 ワスプ・メジャー 28気筒星型エンジンで駆動されるP4Mは大きくかつ複雑な飛行機であり、拡大されたエンジンナセルの後部に、離陸時や戦闘時のブースト用のアリソンJ33ターボジェットエンジンを装備していた。ジェットエンジンの空気取り入れ口はレシプロエンジン後方下部に開いていた。このジェットエンジンは、大部分のレシプロ/ジェット複合動力機の場合と同様、ジェット燃料でなくガソリンを燃料としていた。
本機の降着装置は3輪式で、前輪は前方に引き込まれた。単車輪式の主脚は翼内に引き込まれたがカバーは無く、収納時でも車輪の側面が露出していた。翼自体も特異な構造で、内翼と外翼とで異なる翼断面を持っていた。
防御火力は強力で、エマーソン式機首銃座とマーティン式尾部銃座に各2門の20 mm機銃を装備し、背面にはマーチン式銃座に12.7 mm機銃の2挺が置かれていた。爆弾倉はアメリカの爆撃機に一般的な短くて深いものでなく、イギリス式の長くて浅いものだった。これにより、長魚雷、爆弾、機雷、爆雷などの武装や長距離飛行用増加燃料タンクなどの多彩な装備が可能となった。

## 運用歴
アメリカ海軍は洋上哨戒機としてはより小型、シンプル、かつ安価なP2Vネプチューンを選定したが、本機も、高速機雷敷設機として1947年に19機を発注した。この任務は1951年に電子偵察（またはSIGINT（signals intelligence））に切り替えられ、PB4Y-2 プライバティアの後継となった。すべての監視装置を操作するために乗員は14名（後に16名）に増やされ、多種類のアンテナが装着された。

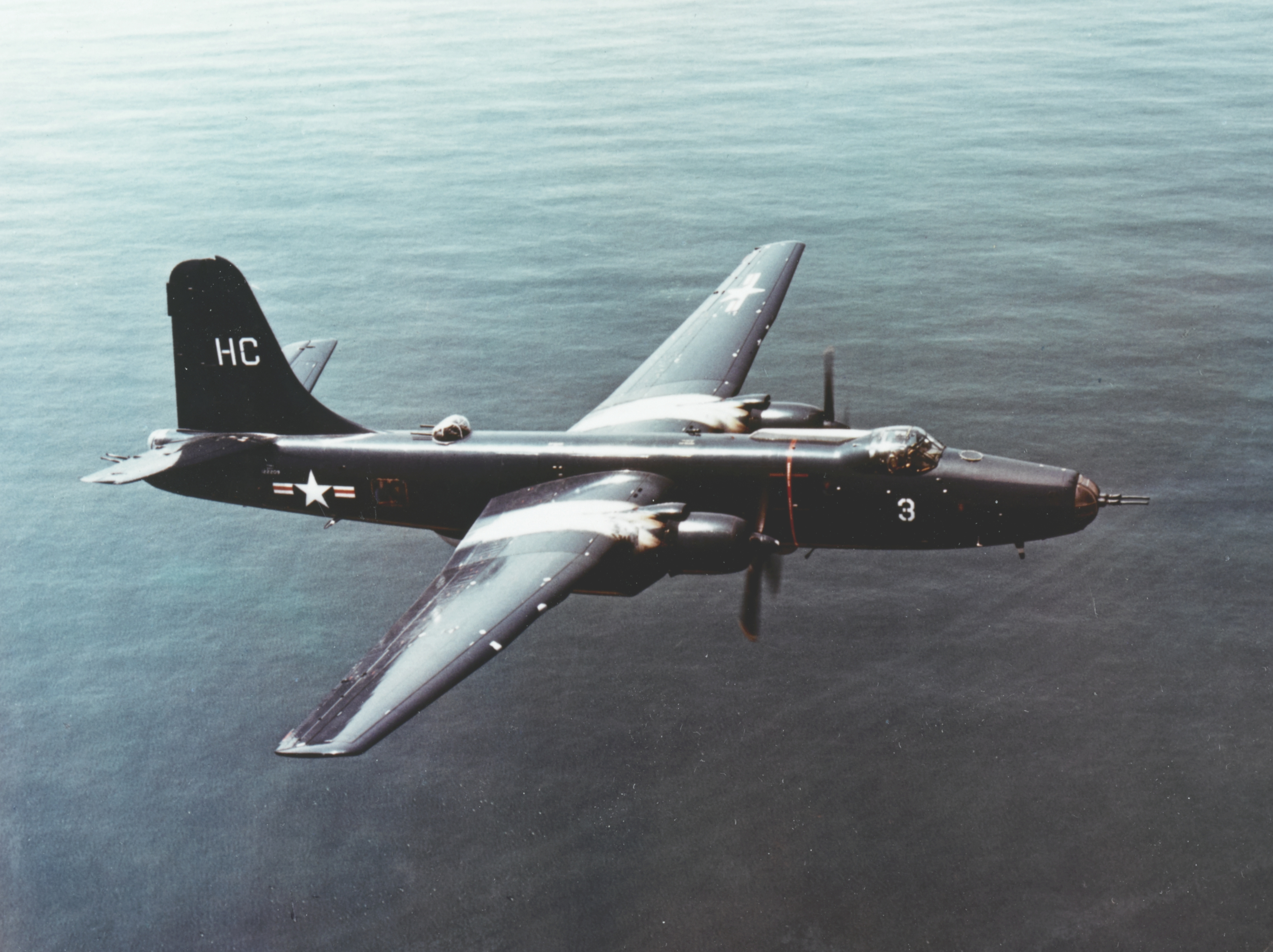
P4M-1（VP-21哨戒飛行隊）

偵察飛行はフィリピン（後に日本）を基地とする第1艦隊偵察飛行隊（VQ-1）によって、中国国境や極東ロシアの沿岸部に対して行われた。これは極めて高度な機密に属したため、無線通信の際には通常のP2V ネプチューンであるかのような偽装が行われた。
P4Mは社会主義圏の沿岸に極めて接近する偵察任務（多くの場合は領空侵犯覚悟のルートを飛行して行われた）ために迎撃されて損害を受ける事例も多く、1956年8月22日には1機が上海沖で中国人民解放軍戦闘機によって撃墜され、また1959年6月16日には北朝鮮沿岸における偵察活動中に1機が北朝鮮空軍のMiG-17 2機に迎撃されて銃撃されており、この際には被弾により乗員1名の犠牲は出したものの逃げ切ることができた。
本機はまたVQ-2によってモロッコでも運用された。この方面では1機がソビエト連邦の迎撃機によりウクライナ近くの空域で迎撃される事態が生じた。この事例ではP4Mはジェットエンジンをブーストさせる急加速によって逃げ切ったものの、着陸地点として目指したトルコの基地に到達する途上で燃料が尽きて地中海に墜落、乗員全員が死亡している。
P4M マーケーターは、EA-3 スカイウォリア（艦上機であることからより柔軟な運用が可能であった）と交替して、1960年には全機が引退した。退役後にはP4Mはすべて廃棄され、残存している機体はない。

## 各型
XP4M-1
試作型。R-4360-4 エンジン双発。2機製作。
P4M-1
生産型。R-4360-20A エンジン双発。19機製作。
P4M-1Q
P4M-1の対レーダー戦用改装機に与えられた呼称。

## 要目（P4M）
- 乗員: 9

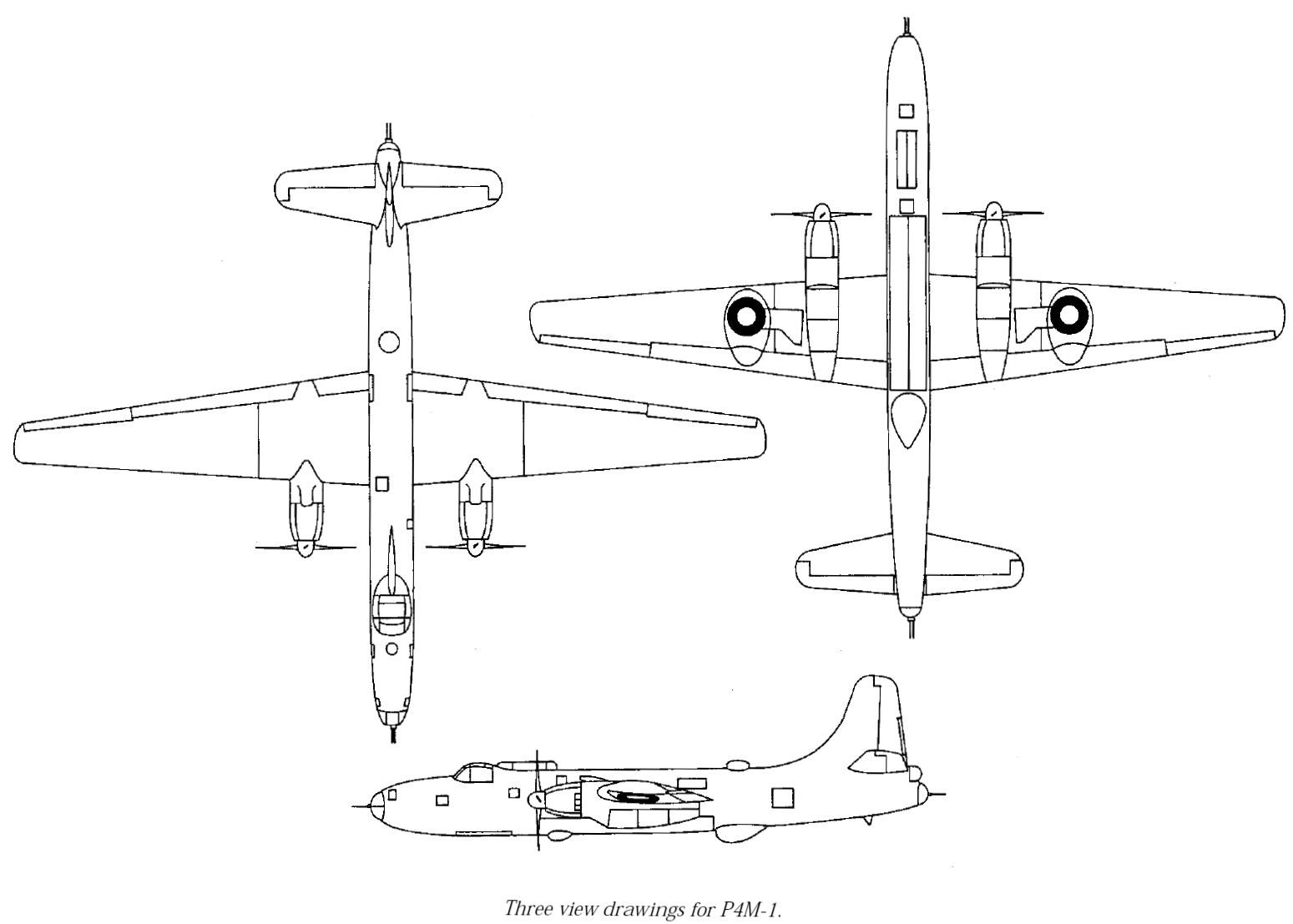
マーチン P4M-1 三面図

- 全長: 85 ft 2 in（26.0 m）
- 全幅: 114 ft 0 in（34.7 m）
- 全高: 26 ft 1 in（8.0 m）
- 翼面積: 1,311 ft2（122 m2）
- 空虚重量: 48,536 lb（22,016 kg）
- 全備重量: 88,378 lb（40,088 kg）
- エンジン: プラット・アンド・ホイットニー R-4360 ワスプ・メジャー空冷星型レシプロエンジン3,250 hp ×2 + アリソン J33-A-23ターボジェットエンジン（推力4,600 lbf（20 kN）） ×2
- 最高速度: 410 mph=M0.54（660 km/h）
- 航続距離: 2,840マイル（4,570 km）
- 上昇限度: 34,600 ft（10,500 m）
- 電子装備: AN/APS-33 捜索レーダー
- 武装: 20 mm機銃（機首および尾部銃座）計4門、12.7 mm機銃（背部銃塔）2門、爆弾・機雷・爆雷・魚雷等最大12,000 lb（5,400 kg）